# Aumetz
Aumetz là một xã trong vùng Grand Est, thuộc tỉnh Moselle, quận Thionville-Ouest, tổng Fontoy. Tọa độ địa lý của xã là 49° 25' vĩ độ bắc, 05° 56' kinh độ đông. Aumetz nằm trên độ cao trung bình là 385 mét trên mực nước biển, có điểm thấp nhất là 349 mét và điểm cao nhất là 408 mét. Xã có diện tích 10,35 km², dân số vào thời điểm 1999 là 2225 người; mật độ dân số là 214 người/km². Aumetz ở phía tây-bắc của Thionville, gần biên giới Luxembourg. Xã thuộc Pháp từ năm 1766.

## Thông tin nhân khẩu
| 1962  | 1968  | 1975  | 1982  | 1990  | 1999  |
| ----- | ----- | ----- | ----- | ----- | ----- |
| 2 208 | 2 465 | 2 375 | 2 183 | 2 161 | 2 225 |